# San Román el Antiguo
San Román el Antiguo es una localidad del municipio de San Cristóbal de la Polantera en la provincia de León, Comunidad Autónoma de Castilla y León, España.

## Evolución demográfica
| 2000 | 2001 | 2002 | 2003 | 2004 | 2005 | 2006 | 2007 | 2008 | 2009 | 2010 | 2011 | 2012 |
| 88   | 87   | 84   | 80   | 75   | 69   | 69   | 69   | 68   | 67   | 63   | 64   | 58   |

## Historia
El nombre de San Román el antiguo deriva del nombre de San Román el antiguo Priorato (en los escritos de la época (antiguo aparece con diéresis porque se usaba el castellano antiguo), en honor a un Prior que había en el pueblo.

## Iglesia
La iglesia de San Román es un referente de toda la zona
Es una iglesia muy bonita donde suelen casarse los descendientes o los mismos habitantes de allí.
En esta iglesia hay una pila bautismal más grande de lo habitual que recibe el nombre de la "Pilona".
La Iglesia en un principio fue una sede de la Orden de Malta , ya que la Iglesia fue construida de dos veces , en la primera se construyó la nave y en la segunda la torre del campanario. En la puerta se pueden encontrar tres relieves de la cruz de Malta.

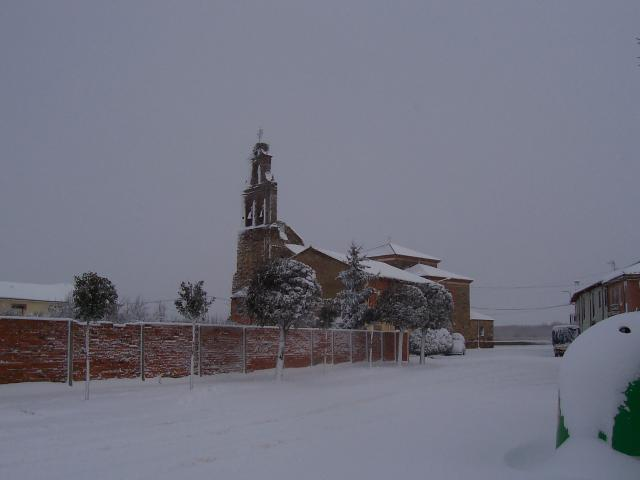